# Mastigostyla brachiandra
Mastigostyla brachiandra är en irisväxtart som beskrevs av Pierfelice Ravenna. Mastigostyla brachiandra ingår i släktet Mastigostyla och familjen irisväxter. Inga underarter finns listade i Catalogue of Life.